# الكفايات الإدارية
إن التعليم المبني على الكفايات نوع من أنواع التعليم، ظهر في الولايات المتحدة في نهاية الستينيات، كاستجابة لضغوط متشابكة سياسية واجتماعية وتعليمية وتقنية لتحسين نظام إعداد المعلم من النواحي المهنية . ولتحديد الكفايات الإدارية والفنية التي يستوجب توفرها لدى مدير المدرسة للقيام بأعبائه الوظيفية دور مهم للتعرف على الحاجات، فمن خلالها يتم قياس مدى حاجاتهم.
وتم تصفينها إلى:
- كفايات تقنية.
- كفايات إنسانية.
- كفايات إدارية.  وقد حدد الكفايات التقنية: بأنها كفايات ينبغي أن يمتلكها مدير المدرسة ليقوم ببعض المهام المنوطة به، كوضع الميزانية، والتوظيف، وجدولة العمل الإداري وغير ذلك من مسؤوليات إدارية.  وأما الكفايات الإدارية: فإنها تلك الكفايات التي يحتاجها مدير المدرسة، ليرى الصورة الكلية والعلاقات بين الأجزاء المختلفة.   في حين حدد الكفايات الإنسانية: بأنها تشير إلى المهارات الشخصية التي يحتاجها مدير المدرسة ليعمل بنجاح مع الناس مهما اختلف موقفهم الاجتماعي ومكانتهم الاجتماعية.

## ومن الكفايات الضرورية إلى مدير المدارس[2]
1. كفايات معرفية: وتتضمن النواحي المعرفية والمعلومات والأفكار و المدركات اللازمة للأداء الجيد، والتي بدونها لا يستطيع المدير اكتساب المهارات الضرورية لهذا الأداء.
2. كفايات الأداء: وتتضمن المهارات النفسحركية الضرورية  للعمل الذي يعد المدير له.
3. كفايات وجدانية: وتتصل بالميول والاتجاهات والقيم المرتبطة بالعمل الذي سيمارسه المدير.
4. كفايات المخرج أو المنتج: وتتصل بالأداء الميداني للمتعلم كنتيجة لاكتسابه للنوعيات الثلاث من الكفايات السابق ذكرها ، المعرفية والأداء و الوجدانية.